# واين جونز
واين جونز (بالإنجليزية: Wayne Jones)‏ (20 أكتوبر 1948 في المملكة المتحدة - ) هو لاعب كرة قدم بريطاني في مركز الوسط. شارك مع منتخب ويلز تحت 21 سنة لكرة القدم ومنتخب ويلز لكرة القدم. أما مع النوادي، فقد لعب مع نادي بريستول روفيرز.

## وصلات خارجية
- واين جونز على موقع قاعدة بيانات كرة القدم.إي يو (الإنجليزية)
- واين جونز على موقع قاعدة بيانات كرة القدم.إي يو (الإنجليزية)